# Mostafa Mohaghegh Damad
Mostafa Mohaghegh Damad (Perzisch: سید مصطفی محقق داماد; Qom, rond 1945) is een sjiitische geestelijke en geleerde uit Iran.

## Carrière
Mostafa begon zijn islamitische opleiding, waarbij onder andere de Arabische literatuur, de Koran, de Hadiths en de Islamitische filosofie, theologie en jurisprudentie wordt onderwezen, aan de Fayzieh School in de stad Qom. Hij studeerde in 1969 af aan de Universiteit van Tehran en behaalde de graad van Ijtihad (Arabisch: اجتهاد) in 1970, waarna hij zijn academische opleiding in Islamitische filosofie voortzette. In 1980 behaalde hij zijn Master of Science in de Islamitische jurisprudentie aan de Universiteit van Teheran. In 1996 ging hij naar de Universiteit van Leuven (UCLouvain) in België, waar hij zijn PhD behaalde.
Sinds 1988 is hij lid van de Iraanse Akademie van Wetenschappen. Ook is hij sinds 2007 hoogleraar aan de Faculteit der Rechtsgeleerdheid van de Shahid Beheshti Universiteit.
Tijdens een toespraak in de Verenigde Staten in september 2005 verklaarde hij dat er geen onverzoenlijke verschillen tussen de Universele Verklaring van de Rechten van de Mens en de islamitische jurisprudentie bestaat. Bovendien verklaarde hij dat dwang niet is toegestaan in de islam en dat afvalligheid alleen gestraft zou moeten worden als de openbare orde in gedrang komt.
In oktober 2010 hield de sjiitische Damad een toespraak voor bisschoppensynode namens het Midden-Oosten. Hij was van mening dat zowel de islam als het christendom gebaseerd zijn op vriendschap, respect en wederzijds begrip. Damad sprak ook zijn dank uit aan paus Benedictus XVI voor de steun van de paus aan "de verstandhouding tussen christenen en moslims".

## Privéleven
Mostafa Mohaghegh Damad is gehuwd en heeft vijf kinderen.
- Gemeinsame Normdatei: 1053078935
- International Standard Name Identifier: 0000 0000 5022 9031
- Library of Congress Control Number: nr96010882
- Nationale Bibliotheek van Tsjechië: mzk2010553439
- Nationale Bibliotheek van Israël: 987007520829405171
- Nederlandse Thesaurus van Auteursnamen: 214233073
- Système universitaire de documentation: 237391899
- Virtual International Authority File: 78675435
- WorldCat: E39PBJvd49ppt4pBYhkwGCXDbd